# Käla järnvägshållplats
Käla järnvägshållplats (finska: Kelan seisake) var en järnvägshållplats på Kustbanan Helsingfors-Karis i byn Böle i Sjundeå kommun i det finländska landskapet Nyland. Järnvägshållplatsen ligger 6,7 kilometer från Sjundeå järnvägsstation. Käla var en typisk 5:e klassens station alltså en liten station som har byggts efter typritningar för hållplatser.
Hållplatsen öppnades 1 september 1903. Persontrafiken slutade 1 januari 1993 och godstrafiken 1 mars 2002.

## Historia
Käla stationsbyggnad byggdes enligt Järnvägsstyrelsens chefsarkitekt Bruno Granholms ritningar år 1903. Byggnaden liknar stationerna i Masaby, Täkter och Solberg. Hållplatsen fick sitt namn efter den närliggande Käla gård. Stationen placerades dock inte vid gården utan ett par kilometer österut vid korsningen mellan järnvägen och landsvägen mellan Helsingfors och Ekenäs.
När hållplatsen invigdes den 1 september 1903 var endast det svenskspråkiga namnet Käla i bruk. Det finskspråkiga namnet Kela tillades 1925.
Stationsbyggnaden låg norr om banan och två sidospår byggdes söder om huvudbanan.
Käla hållplats stängdes första gången 3 oktober 1944 när den blev en del av Porkalaparentesen. Sovjetunionen byggde en järnvägslinje från Käla till Båtvik i mitten av 1940-talet. När Sovjetunionen returnerade Porkala öppnades Käla hållplats igen den 1 maj 1956.
Båtviksbanan reparerades och öppnades för VR i februari 1959. Den användes av Finska Kabelfabriken Ab, som hade flyttat till Båtvik från Helsingfors och av Finska Socker Ab som hade flyttat till Kantvik från Tölö. När delar av Käla bangård hade rivits år 1983 trafikerades Båtviksbanan endast från Sjundeå järnvägsstation.
Persontrafiken avslutades i början av 1993 och godstrafiken officiellt den 1 mars 2002 när VR Cargo slutade att trafikera Båtviksbanan. Stationen stängdes helt och hållet den 1 juni 2003. Hållplatsens byggnader uthyrdes av den lokala byföreningen 1991.
Museiverket har klassificerat Käla järnvägshållplats som en värdefull kulturmiljö av riksintresse.
Ett återinförande av persontrafiken till Käla har diskuterats i samband med att flera bostadsområden kommer att byggas på Käla-området.